# Ploufragan
Ploufragan [plufʁaɡɑ̃] ist eine französische Gemeinde mit 11.347 Einwohnern (Stand 1. Januar 2022) im Département Côtes-d’Armor in der Region Bretagne. Sie gehört zum Arrondissement Saint-Brieuc und zum Kanton Ploufragan, dessen Hauptort (chef-lieu) sie ist. Die Bewohner nennen sich Ploufraganois.

## Geographie
Die Gemeinde liegt im Ballungsraum südwestlich von Saint-Brieuc. Nachbargemeinden sind:
- Plérin im Norden,
- Saint-Brieuc im Nordosten,
- Trégueux im Südosten,
- Saint-Julien im Süden,
- Plaine-Haute im Südwesten,
- Saint-Donan im Westen sowie
- La Méaugon und Trémuson im Nordwesten.

An der westlichen Gemeindegrenze verläuft der Fluss Gouët, der hier von der Barrage de Saint Barthélémy aufgestaut wird. Im weiteren Verlauf schlägt der Fluss einen Bogen nördlich von Saint-Brieuc und mündet danach in den Ärmelkanal. Im Gemeindegebiet liegt ein zentraler Höhenrücken, sodass kleine Wasserläufe im Westen zum gestauten Gouët entwässern, während im Osten der Bach Gouédic die Wasserläufe sammelt, die Stadt Saint-Brieuc durchquert und erst im Mündungsabschnitt den Gouët erreicht.

## Bevölkerungsentwicklung
| Jahr                       | 1962 | 1968 | 1975 | 1982   | 1990   | 1999   | 2006   | 2016   |
| Einwohner                  | 4022 | 5109 | 8395 | 10.289 | 10.583 | 10.579 | 10.935 | 11.398 |
| Quellen: Cassini und INSEE |      |      |      |        |        |        |        |        |

## Sehenswürdigkeiten

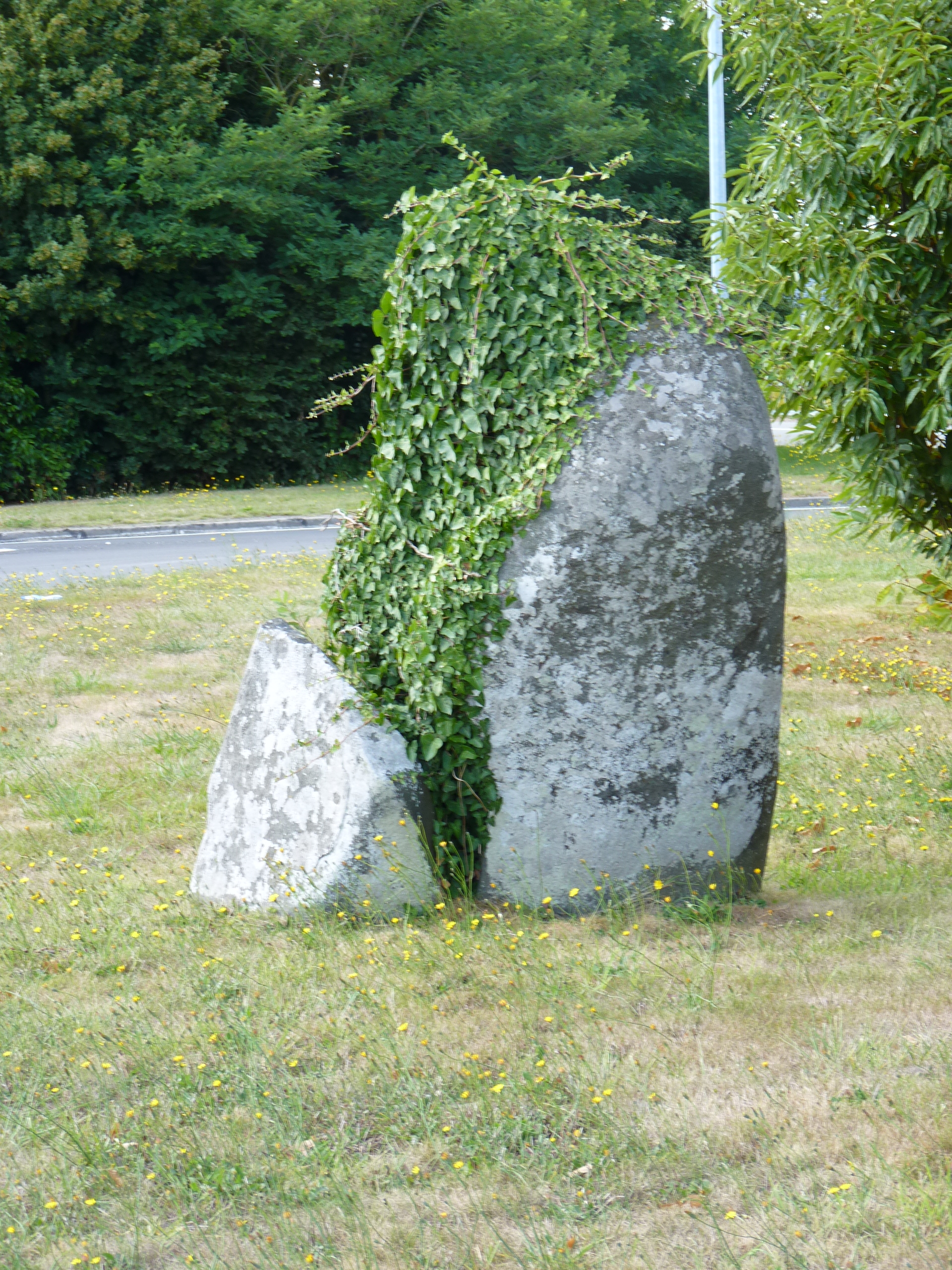
Menhir le Sabot (Monument historique)

Im Ploufragan gibt es mehrere Sehenswürdigkeiten aus der Megalithkultur:
- Allée couverte de la Couette – Monument historique[1]
- Allée couverte von Grimolet – Monument historique[2]
- Menhir le (oder du) Sabot – Monument historique[3]

## Verkehr
Die wichtigsten Straßen, die aus Saint-Brieuc über Ploufragan herausführen, sind die Departementsstraßen D 45 (Richtung Saint-Donan) und D 790 (ehemalige Nationalstraße N 778 in Richtung Saint-Julien). Auch zwei Eisenbahnstrecken durchqueren das Gemeindegebiet: eine davon führt in westlicher Richtung nach Brest (→ Bahnstrecke Paris–Brest), die andere in südlicher Richtung über Auray nach Vannes (→ Bahnstrecke Saint-Brieuc–Pontivy). Keine der beiden weist im Gemeindegebiet eine Station auf.